# 風雅倶楽部
風雅倶楽部（ふうがくらぶ）は昭和初期に関西の文化人により結成され、大阪市にあった文化団体。

## 概要
1930年（昭和5年）、大阪の文化的発展を目的に、香道閑院流の第九代家元・北勝洞と食満南北（歌舞伎作者）が音頭を取り、当時の関西を代表する文化人達が集った。

## 沿革
主要メンバー
- 北勝洞（香道閑院流 9代家元）
- 食満南北（歌舞伎作者）
- 2代目中村鴈治郎（歌舞伎作者）
- 小林一三（阪神急行電鉄社長）
- 花柳章太郎（俳優）
- 菅楯彦（日本画家）
- 小出樽重（日本画家）
- 鍋井克之（洋画家）
- 岸本水府（川柳作家）おし得
- 山口草平（挿画家）
- 入江来布（俳人[1]）
- 阪口祐三郎（芸者置屋大和屋経営者）
- 高安六郎（医師・演劇評論家[2]）